# Hayya Hayya (Better Together)
" Hayya Hayya (Better Together) "는 미국 가수 Trinidad Cardona, 나이지리아 가수 Davido, 카타르 가수 AISHA의 노래이다. 멀티곡 2022년 FIFA 월드컵  공식 사운드트랙 의 첫 번째 싱글이다. 이 곡은 RedOne 에서 제작했으며 2022년 4월 1일에 공개되었다 제목의 뜻은 "가자!"를 의미하는 감탄사인 아랍어 hayyā (هيا)이다.